# Hypoponera beebei
Hypoponera beebei es una especie de hormiga del género Hypoponera, subfamilia Ponerinae. 

## Distribución
Esta especie se encuentra en Ecuador e islas Galápagos.